# Ierland op het Eurovisiesongfestival 2001
Ierland nam deel aan het Eurovisiesongfestival 2001 in Kopenhagen, Denemarken.
Het was de 35ste deelname van Ierland aan het festival.
De nationale omroep RTE was verantwoordelijk voor de bijdrage van Ierland voor 2001.

## Selectieprocedure
De Ierse nationale finale werd gehouden op 25 februari 2001 in de studio's van de nationale omroep RTE en werd uitgezonden door de RTÉ, gepresenteerd door Louise Loughman.
Zeven acts deden mee in de finale en de winnaar werd gekozen door regionale jury's.
| Volgorde | Lied                  | Artiest            | Punten | Plaats |
| -------- | --------------------- | ------------------ | ------ | ------ |
| 1        | "Who Said I Pray"     | James Peake        | 41     | 5de    |
| 2        | "Every Kiss is a Lie" | InFocus            | 70     | 2de    |
| 3        | "I'll Be With You"    | Gavin McCormack    | 34     | 6de    |
| 4        | "Katie Lovely"        | David Murphy       | 31     | 7de    |
| 5        | "Undertow"            | Fe-Mail            | 63     | 3de    |
| 6        | "Without Your Love"   | Gary O'Shaughnessy | 74     | 1ste   |
| 7        | "The Innocent Days"   | Emma Reynolds      | 51     | 4de    |

## In Kopenhagen
In Denemarken moest Ierland aantreden als 12de, na Portugal en voor Spanje. Op het einde van de puntentelling bleek dat Ierland 21ste was geworden met een score van 6 punten. Door dit resultaat moest Ierland op het Eurovisiesongfestival 2002 thuisblijven. Nederland had geen punten over voor deze inzending en België nam niet deel in 2001.

### Gekregen punten

#### Finale
| 12 punten             | 10 punten | 8 punten | 7 punten | 6 punten   |
| --------------------- | --------- | -------- | -------- | ---------- |
|                       |           |          |          |            |
| 5 punten              | 4 punten  | 3 punten | 2 punten | 1 punt     |
| - Verenigd Koninkrijk |           |          |          | - Portugal |

### Punten gegeven door Ierland

#### Finale
Punten gegeven in de finale:
| 12 punten | Denemarken          |
| 10 punten | Estland             |
| 8 punten  | Zweden              |
| 7 punten  | Frankrijk           |
| 6 punten  | Duitsland           |
| 5 punten  | Griekenland         |
| 4 punten  | Verenigd Koninkrijk |
| 3 punten  | Spanje              |
| 2 punten  | Slovenië            |
| 1 punt    | Litouwen            |

1965 · 1966 · 1967 · 1968 · 1969 · 1970 · 1971 · 1972 · 1973 · 1974 · 1975 · 1976 · 1977 · 1978 · 1979 · 1980 · 1981 · 1982 · 1983 · 1984 · 1985 · 1986 · 1987 · 1988 · 1989 · 1990 · 1991 · 1992 · 1993 · 1994 · 1995 · 1996 · 1997 · 1998 · 1999 · 2000 · 2001 · 2002 · 2003 · 2004 · 2005 · 2006 · 2007 · 2008 · 2009 · 2010 · 2011 · 2012 · 2013 · 2014 · 2015 · 2016 · 2017 · 2018 · 2019 · 2020 · 2021 · 2022 · 2023 · 2024 · 2025